# Kaycee (Wyoming)
Kaycee es un pueblo ubicado en el condado de Johnson en el estado estadounidense de Wyoming. En el año 2010 tenía una población de 263 habitantes y una densidad poblacional de 375.31 personas por km².

## Geografía
Kaycee se encuentra ubicado en las coordenadas 43°42′36.82″N 106°38′13.49″O / 43.7102278, -106.6370806. Según la Oficina del Censo, la localidad tiene un área total de 0,7 km² (0,3 mi²), de la cual 0,7 km² (0,3 mi²) es tierra y 0 km² (0 mi²) (0.0%) es agua.

### Localidades adyacentes
El siguiente diagrama muestra a las localidades en un radio de 92 kilómetros (57,2 mi) de Kaycee.

## Demografía
En el 2000 la renta per cápita promedia del hogar era de $33.056, y el ingreso promedio para una familia era de $40.250. El ingreso per cápita para la localidad era de $16.584. En 2000 los hombres tenían un ingreso per cápita de $25.833 contra $21.875 para las mujeres. Alrededor del 14.600% de la población estaba bajo el umbral de pobreza nacional.